# Smrt Sharon Lopatky
Sharon Rina Lopatka (rodným jménem Sharon Denburg; 20. září 1961 – 16. října 1996) byla americká internetová podnikatelka z Hampsteadu ve státě Maryland, zabitá při zřejmé konsensuální vraždě. Lopatka byla mučena a udušena oběšením 16. října 1996 Robertem Frederickem Glassem, počítačovým analytikem ze Severní Karolíny. Zjevným důvodem vraždy byla oboustranná parafilie. Případ se stal nejstarším příkladem konsensuální vraždy sjednané prostřednictvím internetu. Údajně se jednalo o první případ, kdy policie zatkla podezřelého z vraždy na základě důkazů primárně získaných z emailových zpráv.

## Život
Lopatka, rozená Sharon Denburg, vyrostla na předměstí Baltimoru v rodině ortodoxních Židů. Byla dcerou Abrahama Denburga, někdejšího kantora Kongregace Beth Tfiloh. V devětadvaceti letech se vdala za Victora Lopatku, rodáka z Ellicott City v Marylandu, praktikujícího katolíka. Svatbu považovala za protest proti židovské výchově.

## Smrt
Prostřednictvím internetu, kde často inzerovala pornografické materiály týkající se neobvyklých sexuálních fetišů, Lopatka hledala muže, který by ji mučil a zabil. Poté, co kontaktovala několik lidí, kteří se projevili jako neseriózní, nakonec našla člověka, který splní její přání. Glass a Lopatka se po výměně mnoha mailů sešli v Severní Karolíně, kde Glass Lopatku nakonec uškrtil nylonovou šňůrou poté, co ji několik dní mučil. Glass byl shledán 27. ledna 2000 vinným z dobrovolného zabití a z dalších šesti skutků sexuálního zneužití. Další obvinění souvisela s nálezem dětské pornografie v jeho počítači. Byl odsouzen k 36–53 měsícům vězení za zabití a k 21–26 měsícům za držení dětské pornografie. Glass zemřel na srdeční infarkt dva týdny před propuštěním.
Případ vykazuje některé podobnosti s internetem zprostředkovanou vraždou a kanibalismem při zabití Bernda Jürgena Arminem Meiwesem v březnu 2001 v Německu.

## Obraz v kultuře
Případ Lopatky inspiroval film Kdo chce zabít Nancy? (Downloading Nancy), který měl premiéru na Filmovém festivalu Sundance v roce 2008 a do kin byl uveden o rok později. Scenárista Lee Ross přiznal, že případ Lopatky zná a shledává jej „temným, hrozným… a fascinujícím.“